# Středočeská vědecká knihovna
Středočeská vědecká knihovna v Kladně, příspěvková organizace (SVKKL) je krajská knihovna, která poskytuje veřejné knihovnické a informační služby. Jejím zřizovatelem je Středočeský kraj. Od roku 1954 sídlí knihovna v budově bývalého Okresního domu postavené v letech 1909–1910 podle projektu architektů Josefa Maříka a Karla Šidlíka. Budova je od roku 1987 památkově chráněna a interiéry prošly v roce 2010 rekonstrukcí dle návrhu kladenského architekta Jana Červeného.

## Historie
Knihovna byla založena v roce 1897 původně jako spolková s názvem Lidová knihovna na Kladně. Později byla knihovnou městskou (tuto funkci plnila až do roku 2002), od roku 1952 byla Okresní lidovou knihovnou, od roku 1960 knihovnou krajskou a jejím zřizovatel byla Krajský národní výbor v Praze. Po zrušení těchto úřadů se jejím zřizovatelem od roku 1990 stalo Ministerstvo kultury. Od vzniku krajů je jejím zřizovatelem od roku 2002 Středočeský kraj.

## Knihovní fond
Středočeská vědecká knihovna v Kladně je příjemcem povinných výtisků neperiodických publikací vydaných vydavateli se sídlem na území Středočeského kraje a povinných výtisků periodik, tj. časopisů a novin z celé České republiky. Středočeská vědecká knihovna v Kladně vytváří univerzální knihovní fond. Knihovní fond činil v roce 2021 více než 735 000 knihovních jednotek, tj. knih, novin a časopisů, hudebnin, audiovizuálních a elektronických zdrojů. Trvale uchovává konzervační a historický fond:
- konzervační fond obsahuje publikace získané jako povinné výtisky na základě příslušných právních předpisů
- historický fond tvoří fond vzácných a vybraných dokumentů (staré tisky, unikáty, bibliofilská vydání, rukopisy, další dokumenty zasluhující zvláštní péči)
- součástí univerzálního knihovního fondu je speciální fond regionálních dokumentů se vztahem ke Středočeskému kraji, včetně souborů autorit, regionálních osobností, památek a místopisu, jejichž vyhledávání je možné také na internetových stránkách knihovny

Knihovna poskytuje přístup k domácím a zahraničním elektronickým informačním zdrojům a vytváří vlastní databáze s bibliografickými a faktografickými informacemi zaměřenými na Středočeský kraj. Poskytuje také rešeršní služby, je centrem meziknihovních služeb, poskytuje veřejný internet, pořádá kurzy (mj. Univerzitu 3. věku), školení, přednášky a koncerty pro všechny věkové kategorie uživatelů a návštěvníků. Pořádá výstavy v Malé galerii.
Středočeská vědecká knihovna v Kladně nakupuje knihovní dokumenty do výměnného fondu, které jsou prostřednictvím pěti pověřených knihoven (Městská knihovna Benešov, Středočeská vědecká knihovna v Kladně, Městská knihovna Kutná Hora, Knihovna města Mladá Boleslav, Knihovna Jana Drdy Příbram) zapůjčovány městským a obecním knihovnám ve Středočeském kraji. Od roku 2012 každoročně pět obecních knihoven získává ocenění Středočeský Kramerius.
Knihovna je zakládajícím členem Sdružení knihoven České republiky (1993) a kolektivním členem Svazu knihovníků a informačních pracovníků. Od roku 1993 je knihovna vydavatelem celostátního knihovnického měsíčníku Čtenář. V roce 2008 uzavřela partnerské smlouvy o spolupráci s Vojvodskou veřejnou knihovnou Emanuela Smolki v Opolí a Zemským knihovnickým centrem Porýní-Falc v Koblenzi. V roce 2015 bylo zřízeno digitalizační pracoviště Středočeského kraje sloužící pro potřeby paměťových institucí Středočeského kraje.